# Université de Cordoue
Ne doit pas être confondu avec Université nationale de Córdoba.
L'université de Cordoue (Universidad de Córdoba) est un établissement d'enseignement supérieur espagnol, dont le siège se trouve à Cordoue, en Andalousie. Environ 21 000 étudiants fréquentent ses quatre campus, dont un est situé à Belmez.

## Présentation
L'université est fondée en 1972, alors que l'Espagne vit encore sous le régime du Général Franco. Il existait depuis plus d'un siècle une université libre, qui servit de base à l'université moderne, dont certaines des composantes sont l'héritière d'une histoire plus que centenaire. 
L'université dispose aujourd'hui de onze écoles et facultés, dans lesquelles intervient une équipe de 2 100 professeurs répartis dans 165 équipes de recherche. Les champs disciplinaires sont larges et vont de la médecine aux sciences économiques en passant par les lettres et l'ingénierie. Une cinquantaine de diplômes nationaux sont délivrés par l'établissement, sans compter les doctorats et les titres propres.
Les installations universitaires sont réparties sur quatre campus. Le campus de Rabanales, situé à trois kilomètres du centre, est le plus moderne de tous, et compte de nombreux équipements à la pointe de l'innovation. Doté dans un avenir proche d'un centre de recherche et de développement, il accueille la bibliothèque centrale, un complexe sportif, ainsi que les facultés de médecine vétérinaire, sciences et deux écoles polytechniques. Le campus de Reina Mercedes, ou des Sciences de la Santé, est situé à proximité de l'hôpital universitaire Reina Sofía héberge la faculté de médecine et l'école d'infirmière. S'y trouve par ailleurs la faculté de sciences de l'éducation, un institut privé rattaché à l'université. Le campus des humanités est disséminé dans différents bâtiments du centre historique : un ancien couvent du XVIIe siècle pour la faculté de droit, et un monument du XVIIIe siècle de la Judería en ce qui concerne la faculté de lettres. Enfin, une des écoles polytechniques est installée à Belmez, à 70 kilomètres environ de Cordoue.

## Structures et enseignements
| Liste des unités d'enseignement et de recherche propres et rattachées de l'Université de Cordoue                                      | Liste des unités d'enseignement et de recherche propres et rattachées de l'Université de Cordoue                         | Liste des unités d'enseignement et de recherche propres et rattachées de l'Université de Cordoue                                   |
| --- | --- | --- |
| Unités | Disciplines enseignées                                                                                                   | Site |
| Escuela Politécnica Superior (École polytechnique supérieure)                                                                         | Ingénierie industrielle et ingénierie informatique                                                                       | Menéndez Pidal (ingénierie industrielle) et Rabanales (ingénierie informatique)                                                    |
| Escuela Técnica Superior de Ingenieros Agrónomos y Montes (École technique supérieure d'ingénierie agronomique et forestière)         | Ingénierie agronomique, forestière et œnologique                                                                         | Rabanales |
| Escuela Universitaria de Enfermería (École universitaire d'infirmières)                                                               | Formation au métier d'infirmier                                                                                          | Menéndez Pidal |
| Escuela Universitaria de Magisterio "Sagrado Corazón" (école rattachée) (École universitaire de formation des maîtres)                | Formation au métier d'enseignant                                                                                         | Humanidades y Ciencias Jurídicas y Sociales                                                                                        |
| Escuela Universitaria Politécnica de Belmez (École universitaire polytechnique de Belmez)                                             | Génie civil et minier | Belmez |
| Facultad de ciencias (Faculté de sciences)                                                                                            | Biologie, biochimie, chimie, sciences environnementales, sciences physiques                                              | Rabanales |
| Facultad de Ciencias de la Educación (Faculté de sciences de l'éducation)                                                             | Sciences de l'éducation                                                                                                  | Menéndez Pidal |
| Facultad de Ciencias del Trabajo (Faculté de sciences du travail)                                                                     | Sciences du travail | Humanidades y Ciencias Jurídicas y Sociales                                                                                        |
| Facultad de Ciencias Económicas y Empresariales ETEA (faculté privée rattachée) (Faculté de sciences économiques et entreprenariales) | Sciences économiques et de gestion                                                                                       | Menéndez Pidal |
| Facultad de Derecho y Ciencias Económicas (Faculté de droit et sciences économiques)                                                  | Droit et sciences économiques                                                                                            | Humanidades y Ciencias Jurídicas y Sociales                                                                                        |
| Facultad de Filosofía y Letras (Faculté de philosophie et de lettres)                                                                 | Philosophie, lettres modernes, langues étrangères (anglais, traduction et interprétariat), histoire et histoire de l'art | Rabanales pour la licence de traduction et interprétariat, Humanidades y Ciencias Jurídicas y Sociales pour les autres disciplines |
| Facultad de Medicina (Faculté de médecine)                                                                                            | Médecine | Menéndez Pidal |
| Facultad de Veterinaria (Faculté de médecine vétérinaire)                                                                             | Médecine vétérinaire | Rabanales |
| Source : Université de Cordoue. | | |

## Personnalités liées à l'université

### Étudiants
- Ismahane Elouafi, chercheuse en agriculture marocaine.